# 1993

## Події
- 1 січня — Данія розпочала головування в Раді ЄС[1].
- 25 січня — відбулась перша в історії художня виставка (Ігоря Подольчака) на борту російської космічної станції «Мир»[2]
- 22 березня — «Intel» представив свій перший оригінальний процесор «Pentium».
- 22 квітня — Випущено реліз першого у світі вебоглядача під назвою «Mosaic».
- 23 квітня — В Еритреї під егідою ООН проводиться референдум, на якому переважна більшість жителів голосують за незалежність Еритреї від Ефіопії.
- 1 липня — Бельгія розпочала головування в Раді ЄС[1].
- 4 жовтня — Розстріл Білого дому у Москві. Урядові війська штурмом взяли будову Верховної Ради РФ. Її керівництво було заарештоване.
- 8 жовтня — Україна розпочала спецоперацію з евакуації грузинських біженців з Абхазії.

## Народились
- 4 січня — Владислав Калітвінцев, український футболіст.
- 6 січня — Віталій Буяльський, український футболіст, півзахисник збірної України та київського «Динамо».
- 12 січня — Зейн Малік, британський співак, колишній учасник бойз-бенду One Direction.
- 17 січня — Христина Соловій, українська співачка, авторка-виконавиця.
- 26 січня — Микита Шевченко, український футболіст, воротар клубу «Зоря» (Луганськ).
- 28 січня — Вілл Поултер, англійський актор.
- 3 лютого — Оксана Жданова, українська акторка театру і кіно.
- 6 лютого — Тимофій Музичук, український музикант, соліст гурту «Kalush Orchestra».
- 2 березня — Марія Яремчук, українська співачка.
- 15 березня:
  - Алія Бхатт — індійська акторка та співачка.
  - Поль Погба — французький футболіст гвінейського походження.
- 26 березня — Анастасія Кожевнікова, українська співачка.
- 10 квітня — Софія Карсон, американська акторка і співачка.
- 17 квітня — Сергій Куліш, український стрілець, срібний призер Олімпійських ігор 2016 у стрільбі з пневматичної гвинтівки.
- 24 квітня — Аліна Комащук, українська шаблістка, срібна призерка Олімпійських ігор 2016 в командній шаблі.
- 1 травня — Тигран Мартиросян, український журналіст, телеведучий, медіаменеджер.
- 4 травня — Руслан Маліновський, український футболіст, центральний півзахисник збірної України та італійського клубу «Дженоа».
- 6 травня
  - Аліна Паш — українська співачка, реперка.
  - Наомі Скотт, британська акторка, співачка, музикантка та режисерка.
- 13 травня — Деббі Раян, американська акторка та співачка.
- 14 травня — Міранда Косгроув, американська акторка і співачка.
- 18 травня
  - Alekseev — український співак.
  - Яків Годорожа — український фігурист.
- 7 червня — Джордж Езра, британський співак і гітарист.
- 13 червня — Сергій Болбат, український футболіст.
- 18 червня — Соболєв Микола, російський відеоблогер та співак.
- 21 червня — Роман Дуда, український співак, музикант.
- 26 червня — Аріана Ґранде, американська співачка, авторка пісень та акторка.
- 16 липня — Ганна Різатдінова, українська художня гімнастка, бронзова призерка Олімпійських ігор 2016 року.
- 20 липня — Дар'я Легейда, українська акторка.
- 26 липня — Тейлор Момсен, американська рок-співачка та модель.
- 28 липня — Гаррі Кейн, англійський футболіст.

- 11 серпня — Елісон Стоунер, американська співачка, акторка, танцюристка і модель.
- 18 серпня — Мая Мітчелл, австралійська акторка та співачка.
- 26 серпня — Кеке Палмер, американська акторка та співачка.
- 29 серпня — Ліам Пейн, британський співак, один з чотирьох учасників британсько-ірландської групи One Direction.
- 10 вересня — Анастасія Суббота, українська модель.
- 12 вересня — Артур Логай, український актор театру і кіно, співак.
- 13 вересня — Найл Горан, ірландський співак, автор пісень і гітарист, відомий як член бойз-бенду One Direction.
- 18 вересня — Патрік Шварценеггер, американський актор, фотомодель і підприємець, син Арнольда Шварценеггера і Марії Шрайвер.
- 29 вересня — Олег Верняєв, український гімнаст, олімпійський чемпіон зі спортивної гімнастики.
- 13 жовтня — Тіффані Трамп, американська модель та співачка. Донька 45-го Президента США Дональда Трампа та його другої дружини, Марли Мейплз.
- 9 листопада — Ганна Адамович, українська акторка.
- 15 листопада — Пауло Дибала, аргентинський футболіст польсько-італійського походження.
- 17 листопада — Анна Андрес, українська модель та підприємиця.
- 8 грудня — Анна-Софія Робб, американська теле- та кіноакторка.
- 19 грудня — Qatoshi, український блогер, співак і шоумен.
- 22 грудня:
  - Меган Трейнор — американська співачка, авторка пісень і продюсерка.
  - Артем Тищенко, український біатлоніст.
- 27 грудня — Олівія Кук, британська акторка.
- 31 грудня — Cheev, білоруський та український співак.

## Померли
Див. також: Категорія:Померли 1993, Список померлих 1993 року
- 22 січня — Кобо Абе, японський письменник.
- 31 жовтня — Рівер Фенікс, актор.
- 28 квітня — Гризодубова Валентина Степанівна, радянська льотчиця, Герой Радянського Союзу, Герой Соціалістичної Праці.
- 10 серпня — Веклич Володимир Пилипович, український вчений, винахідник тролейбусного поїзда.
- 1 листопада — Северо Очоа, іспано-американський біохімік, лауреат Нобелівської премії з фізіології і медицини 1959.
- 25 грудня — Оже П'єр-Віктор, французький фізик (* 1899).

## Нобелівська премія
- з фізики: Рассел Галс та Джозеф Тейлор — «За відкриття нового типу пульсарів, що дало нові можливості у вивченні гравітації»
- з хімії: Кері Малліс — «За винахід методу полімеразной ланцюгової реакції»; Майкл Сміт — «За фундаментальний внесок у встановленні олігонуклеотидно-базованого, локально-орієнтованого мутагенезу і його розвиток для вивчення білків»
- з медицини та фізіології: Річард Робертс та Філліп Шарп — «За відкриття переривчастої структури гену»
- з економіки: Роберт Фогель та Дуглас Норт — «За внесок в оновлення досліджень економічної історії з застосуванням економічної теорії та кількісних методів з метою пояснення економічних та інституціональних змін»
- з літератури: Тоні Моррісон
- Нобелівська премія миру: Нельсон Мандела та Фредерік Вільгельм де Клерк — «За роботу щодо мирного повалення режиму апартеїду і формування підвалин нової демократичної Південної Африки»

## Національна премія України імені Тараса Шевченка
Див. Національна премія України імені Тараса Шевченка — лауреати 1993 року.

## Державна премія України в галузі науки і техніки1993
Список лауреатів див. Лауреати Державної премії України в галузі науки і техніки (1993).